# بی ساید (دوبلین)
بی ساید (به لاتین: Bayside) یک منطقهٔ مسکونی در جمهوری ایرلند است که در لینستر واقع شده‌است. بی ساید ۲ متر بالاتر از سطح دریا واقع شده‌است.